# پارک‌های ملی جمهوری آذربایجان
پارک‌های ملی جمهوری آذربایجان- پارک‌های ملی واقع در قلمروی جمهوری آذربایجان توسط وزارت محیط زیست و منابع طبیعی اداره می‌شود. اولین پارک ملی در سال ۲۰۰۳ تأسیس شد. از آن زمان تاکنون ۸ پارک ملی تأسیس شده‌است.

## تاریخ پارک‌های ملی
قبل از تأسیس وزارت محیط زیست و منابع طبیعی، جمهوری آذربایجان دارای پارک‌های ملی نبود. پارک‌های ملی در آذربایجان از سال ۲۰۰۳ میلادی شروع به تأسیس شدند. در سال ۲۰۰۳ میلادی از سوی وزارت محیط زیست و منابع طبیعی جمهوری آذربایجان پارک ملی «زنگازور» بنام آکادمیک «حسن علی اف»، پارک ملی «شیروان»، پارک ملی «آغ گؤل»، در سال ۲۰۰۴ پارک ملی «هیرکان»، پارک ملی «آلتی آغاج»، در سال ۲۰۰۵ پارک ملی «آبشوران»، در سال ۲۰۰۶ پارک ملی «شاه داغ»، در سال ،۲۰۰۸ پارک ملی «گوی گؤل» و در سال ۲۰۱۲ پارک ملی «سامور-یالاما» تأسیس گردیدند.
اکنون تمام پارکهای ملی با مساحتی ۳۱۰٫۱۳۶٬۵ هکتار، حاوی ۳٬۵۸ درصد کل اراضی جمهوری آذربایجان می‌باشند. علاوه بر این کارهای لازمه جهت ساخت پارک‌های ملی جدید در جمهوری آذربایجان هنوز هم تداوم دارد.
|    | نام                    | تاریخ ساخت        | مساحت کیلومتر مربع | شهرستان                                |
| -- | ---------------------- | ----------------- | ------------------ | -------------------------------------- |
| ۱. | پارک ملی زنگازور       | ۱۶ ژوئن سال ۲۰۰۳  | ۴۲۷٬۹۷             | اردوباد                                |
| ۲. | پارک ملی آغ گؤل        | ۵ ژوئیه سال ۲۰۰۳  | ۱۷۹٬۲۴             | آغجابدی بیلقان                         |
| ۳. | پارک ملی شیروان        | ۵ ژوئیه سال ۲۰۰۳  | ۵۴۳٬۷۳             | سالیان نفت‌چالا                         |
| ۴. | پارک ملی هیرکان        | ۹ فوریه سال ۲۰۰۴  | ۴۲۷٬۹۷             | لنکران آستارا                          |
| ۵. | پارک ملی آلتی آغاج     | ۳۱ اوت سال ۲۰۰۴   | ۱۱۰٬۳۵             | خیزی سیاه‌زن                            |
| ۶. | پارک ملی آب‌شوران       | ۸ فوریه سال ۲۰۰۵  | ۷٬۸۳               | باکو                                   |
| ۷. | پارک ملی شاهداغ        | ۸ دسامبر سال ۲۰۰۶ | ۱۳۰۵٬۰۸            | قوبا قوسار اسماعیل‌لی قبله اوغوز شاماخی |
| ۸. | پارک ملی گوی‌گول        | ۱ آوریل سال ۲۰۰۸  | ۱۲۷٬۵۵             | گویگول                                 |
| ۹. | پارک ملی سامور- یالاما | ۵ نوامبر سال ۲۰۱۲ | ۱۱۷٬۷۲             | خاچماز                                 |

## نگارخانه
{{وسط|

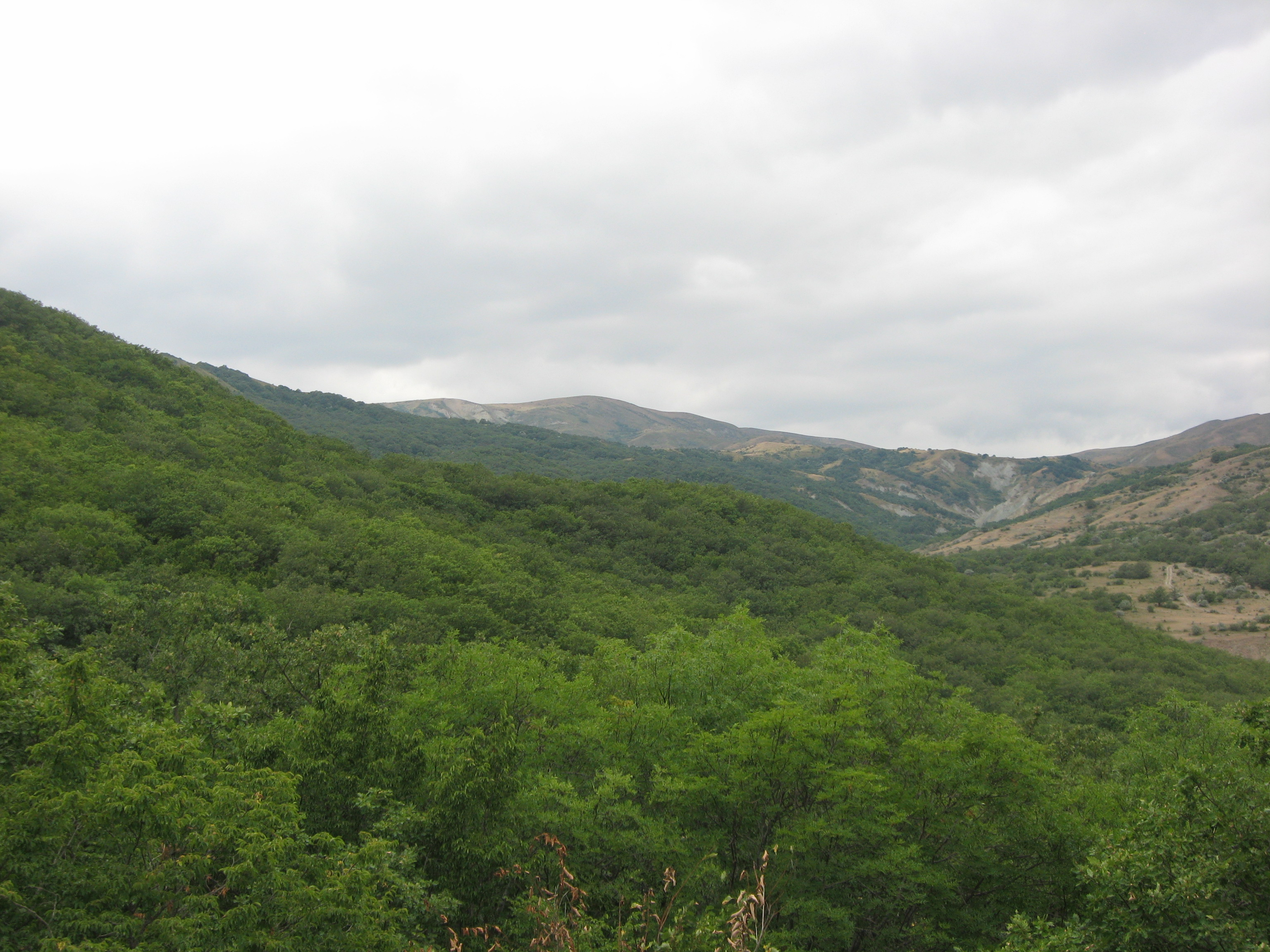
پارک ملی آلتی آغاج
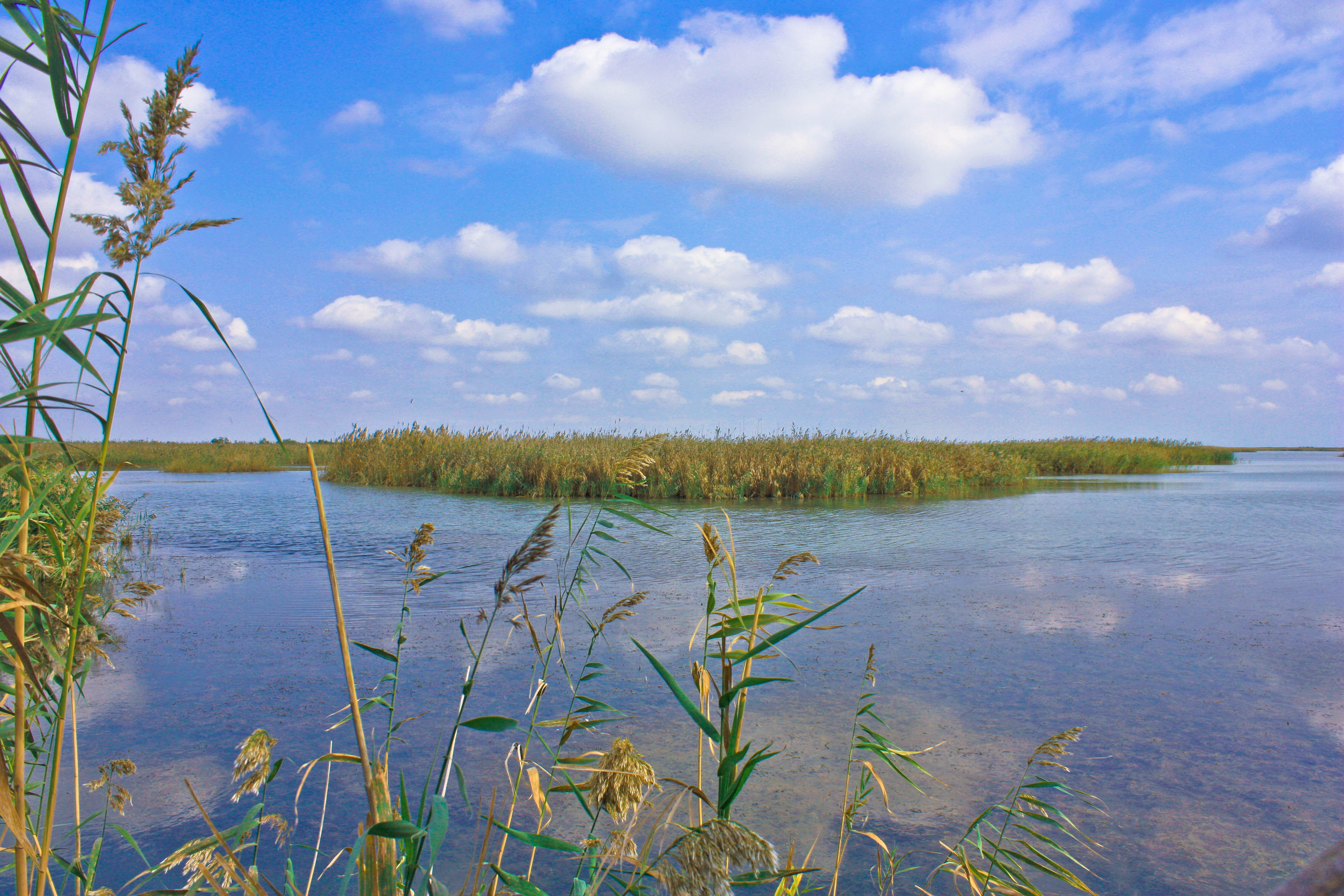
پارک ملی شیروان
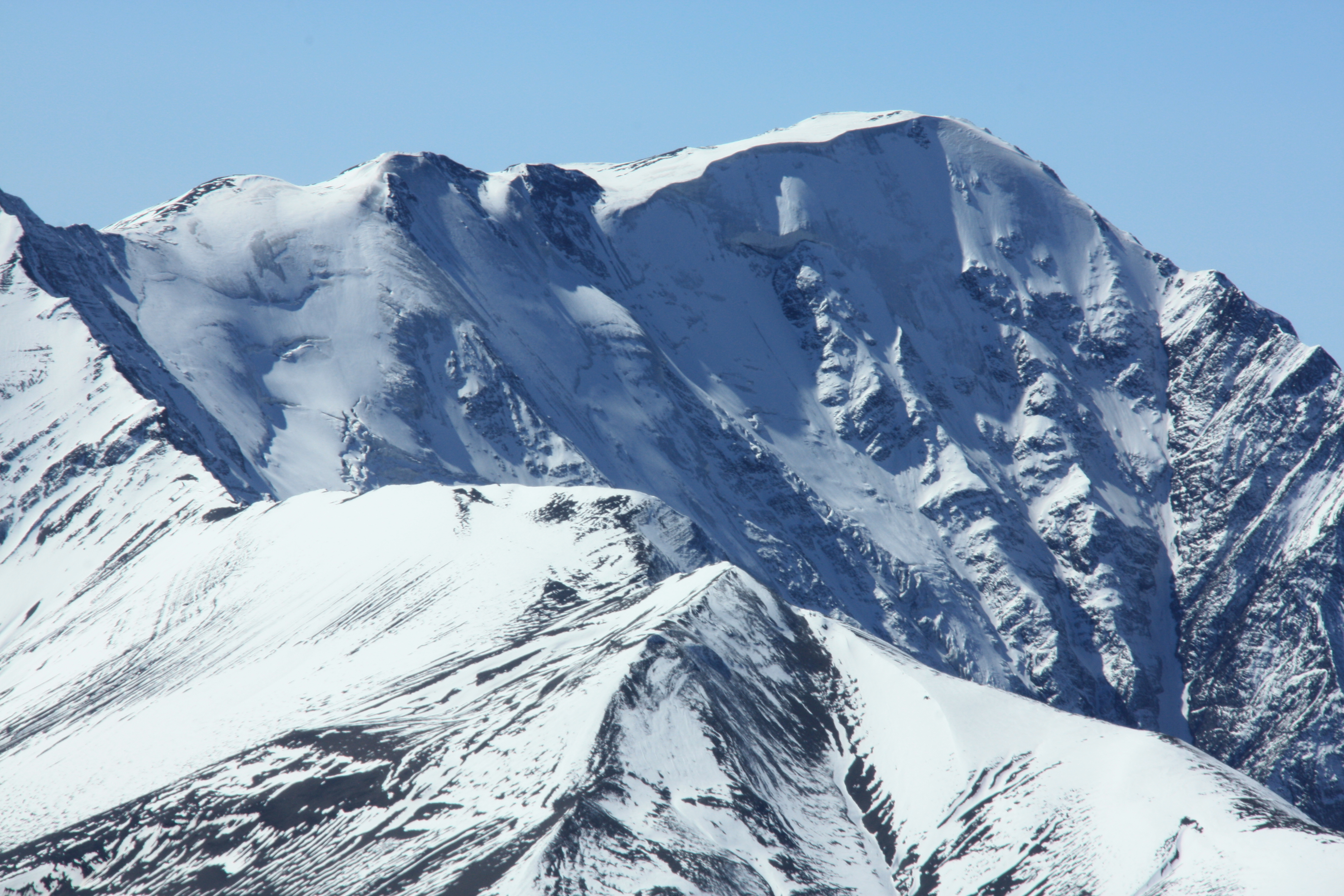
پارک ملی شاهداغ
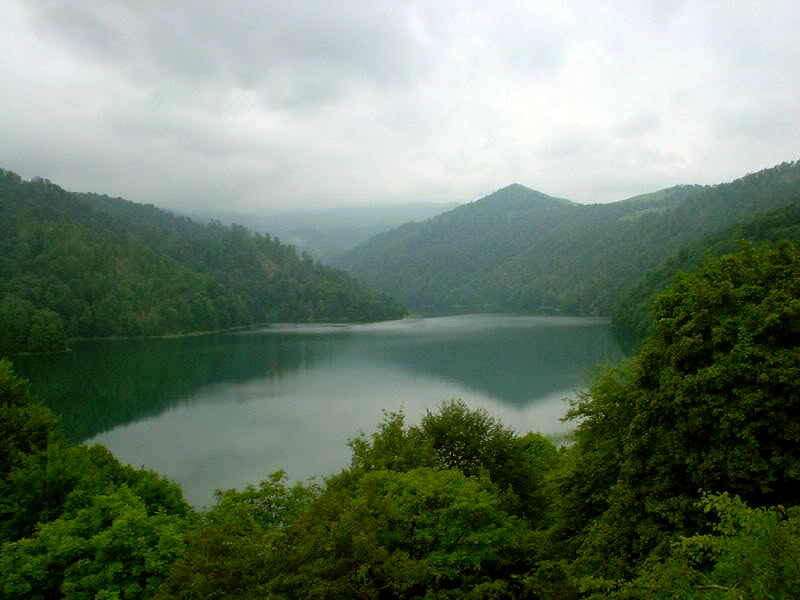
پارک ملی گویگول
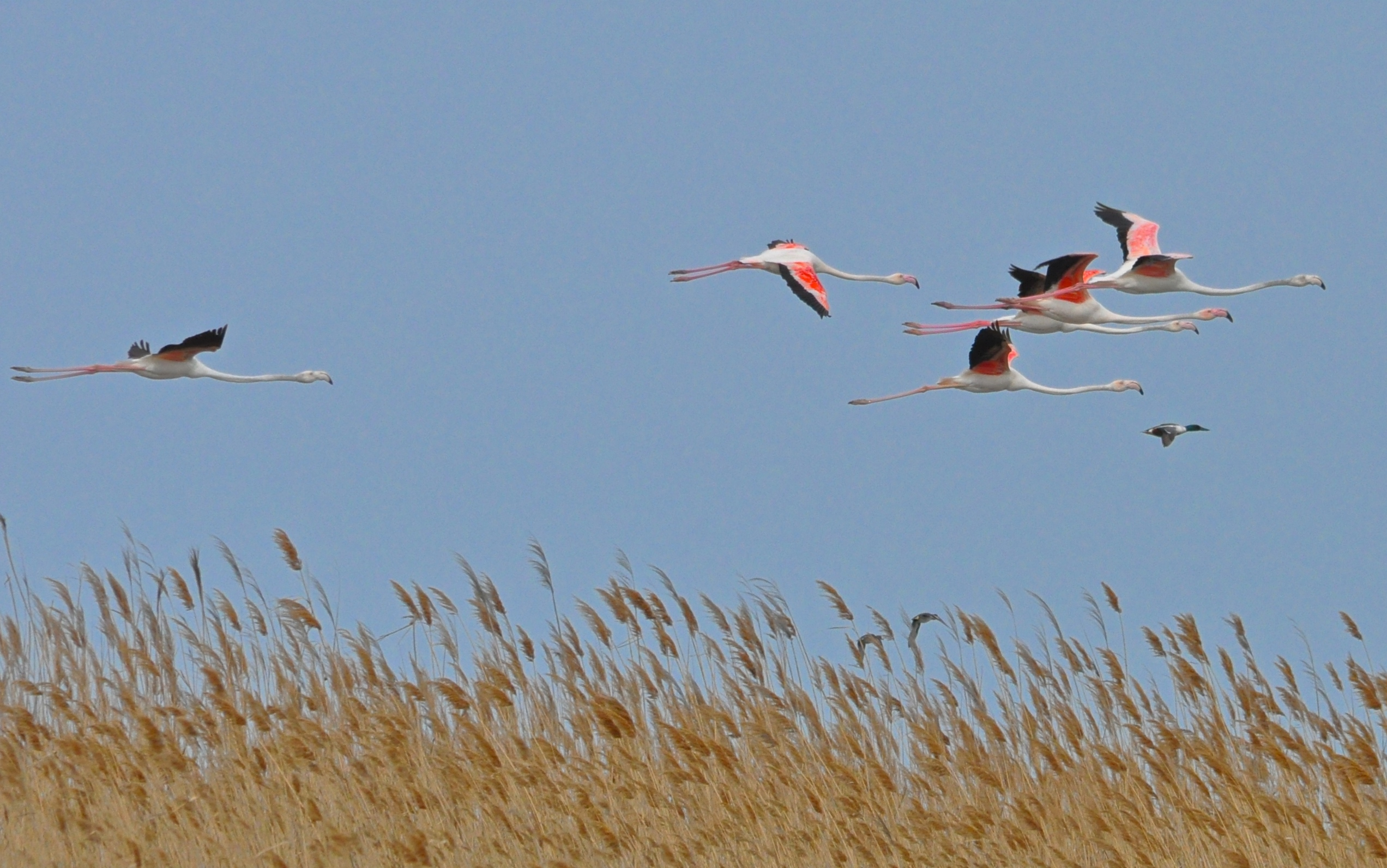
پارک ملی هیرکان

## پیوند بیرونی
- National Parks - Ministry of Ecology and Natural Resources of Azerbaijan (انگلیسی)